# الكداح (حزم العدين)

تعديل مصدري - تعديل

الكداح محلة تابعة لقرية النجادي، التابعة لعزلة حقين بمديرية حزم العدين إحدى مديريات محافظة إب في الجمهورية اليمنية، بلغ تعداد سكانها 36 حسب تعداد اليمن لعام 2004.